# Alexander von Weilen
Alexander Weil, ab 1874 Weil Ritter von Weilen, (* 4. Jänner 1863 in Wien; † 23. Juli 1918 in Böckstein) war ein österreichischer Literaturhistoriker.

## Leben
Weilen war der Sohn des Schriftstellers Joseph von Weilen, der 1874 in den erblichen Ritterstand erhoben wurde. Von 1880 bis 1884 studierte er Germanistik, Englisch, Französisch und Klassische Philologie an der Universität Wien. Dort wurde er 1884 zum Dr. phil. promoviert. Anschließend ergänzte er sein Studium an den Universitäten von Berlin und München. 1885 wurde er Kustos an der Hofbibliothek in Wien. 1886/1887 erfolgte an der Wiener Universität seine Habilitation für neuere deutsche Literaturgeschichte mit der Arbeit Der ägyptische Joseph in der im Drama des XVI. Jahrhunderts. Anschließend lehrte er dort als Privatdozent.
Weilen wurde 1899 als außerordentlicher Professor der neueren deutschen Literaturgeschichte an die Universität Wien berufen und 1909 zum ordentlichen Professor befördert. Bereits seit 1893 lehrte er als Professor an der Schauspielschule des Wiener Konservatoriums, die sein Vater mit Salomon Hermann Mosenthal ins Leben rief. Zudem war er als Theaterkritiker und Feuilletonist bei der Wiener Zeitung tätig. Außerdem war er stellvertretender Vorsitzender der Gesellschaft für Theatergeschichte sowie Schriftführer des Wiener Goethe-Vereins.
Weilen starb bei einem Bergunfall. Die Schriftstellerin Helene von Weilen war seine Tochter.

## Werke (Auswahl)
Weilen war Mitarbeiter an der Allgemeinen Deutschen Biographie (ADB).
- Geschichte des Wiener Theaterwesens, Gesellschaft für Vervielfältigende Kunst, Wien 1899.
- Zur Wiener Theatergeschichte, Hölder, Wien 1901.
- Geschichte des Wiener Hofburgtheaters, Wien 1902.
- Hamlet auf der deutschen Bühne bis zur Gegenwart, Schriften der Deutschen Shakespeare-Gesellschaft, 1908.
- Julie Rettich. Erinnerungsblätter zum Gedächtnisse ihres hundertsten Geburtstages (17. April 1809). Manz, Wien 1909.